# Katholieke Kerk in Bosnië en Herzegovina

Bosnië en Herzegovina.

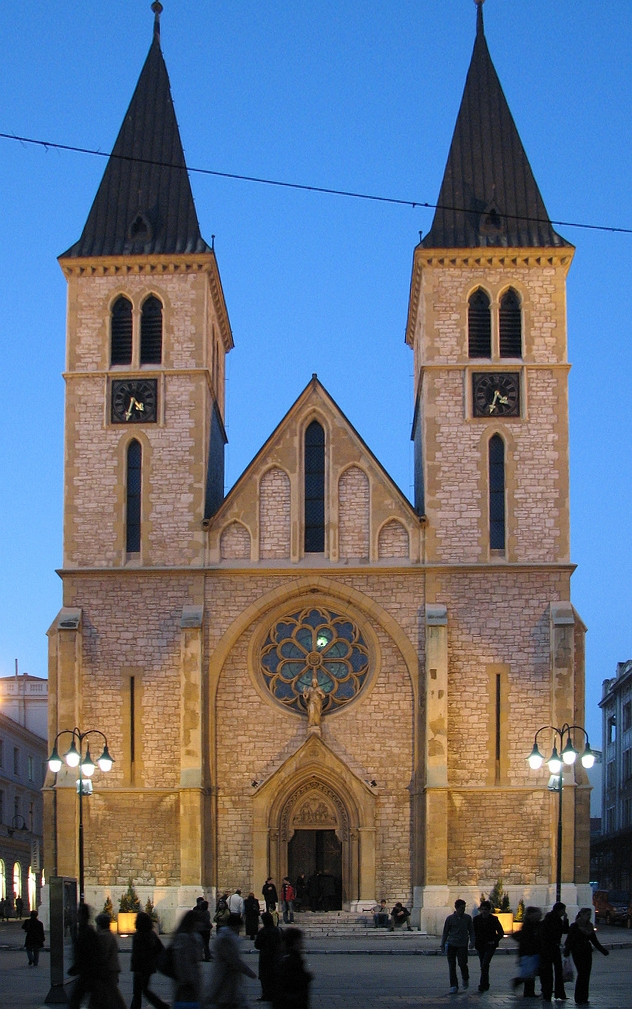
Heilig Hartkathedraal (Sarajevo)

De Katholieke Kerk in Bosnië en Herzegovina maakt deel uit van de wereldwijde katholieke Kerk, onder het leiderschap van de paus en de Curie.
De Kroatische bevolking van Bosnië en Herzegovina is overwegend katholiek.
Apostolisch nuntius voor Bosnië en Herzegovina is sinds 1 oktober 2022 aartsbisschop Francis Chullikatt, die tevens nuntius is voor Montenegro.

## Demografie
Volgens de volkstelling van 2013 leven er 536.333 katholieken in Bosnië en Herzegovina, waarvan het overgrote deel in Federatie van Bosnië en Herzegovina woont. 
| Kanton              | Bevolking | Katholieken | %     |
| ------------------- | --------- | ----------- | ----- |
| West-Herzegovina    | 94.898    | 93.593      | 98,6% |
| Posavina            | 43.453    | 33.191      | 76,4% |
| Kanton 10           | 84.127    | 63.990      | 76,1% |
| Herzegovina-Neretva | 222.007   | 116.990     | 52,7% |
| Centraal-Bosnië     | 254.686   | 96.087      | 37,7% |
| Zenica-Doboj        | 364.433   | 42.965      | 11,8% |
| Tuzla               | 445.028   | 22.785      | 5,1%  |
| Kanton Sarajevo     | 413.593   | 16.530      | 4,0%  |
| Una-Sana            | 273.261   | 4.283       | 1,6%  |
| Bosnisch Podrinje   | 23.734    | 36          | 0,2%  |

## Bestuurlijke indeling

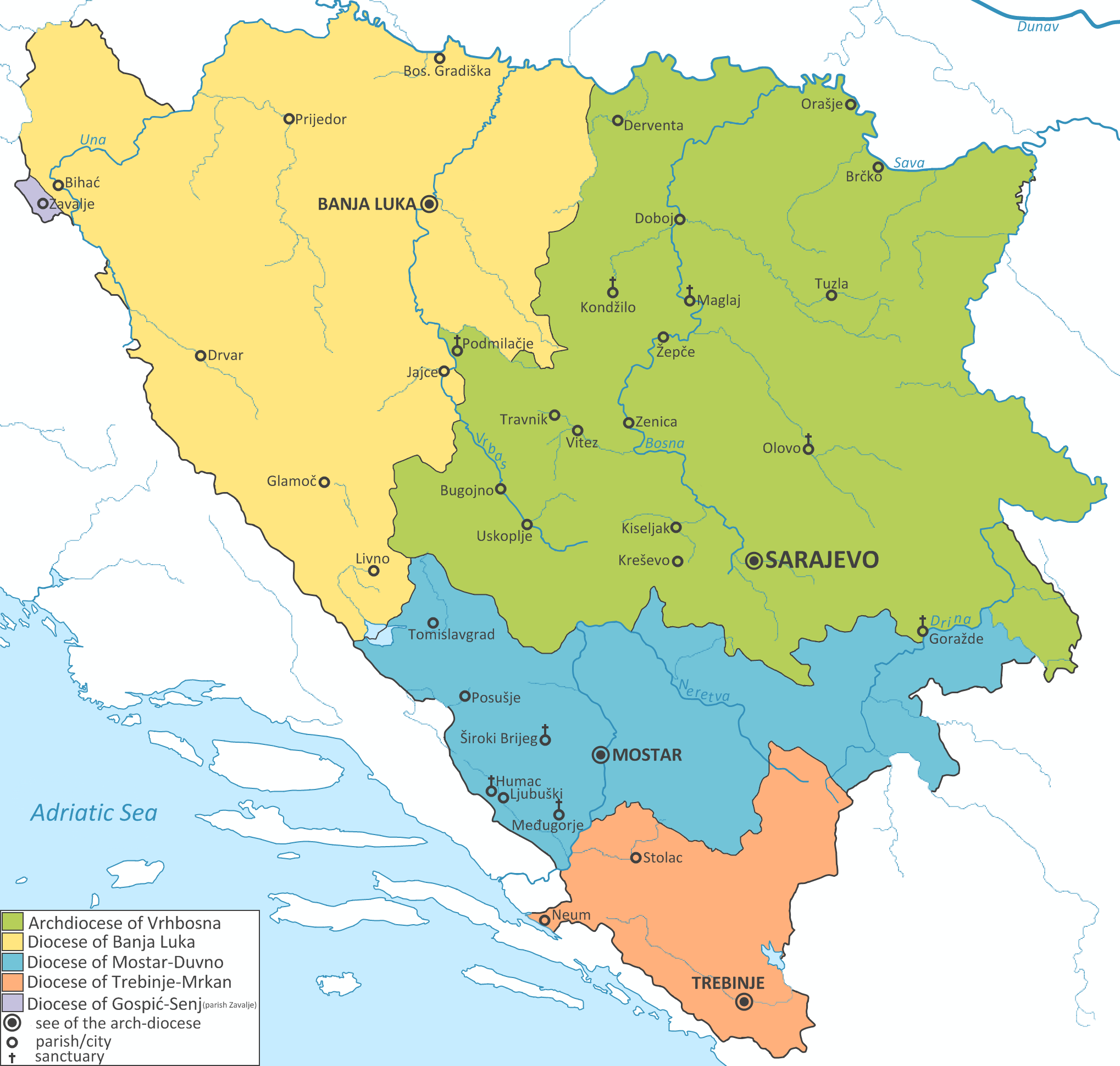

Kerkprovincie Vrhbosna:
- Aartsbisdom Vrhbosna (Sarajevo)
  - Bisdom Banja Luka
  - Bisdom Mostar-Duvno
  - Bisdom Trebinje
  - Bisdom Skopje (Macedonië)